# 布里亞基夫卡 (庫皮揚斯克區)
50°4′40″N 37°23′44″E / 50.07778°N 37.39556°E
布里亞基夫卡（烏克蘭語：Буряківка）是位於烏克蘭東部的村莊，由哈爾科夫州庫皮揚斯克區的大布尔卢克市镇負責管轄。該村處於大布爾盧克河畔，始建於1750年，面積0.29平方公里，海拔高度145米，2001年人口265。